# Tokujiro Namikoshi
Tokujiro Namikoshi (Tadotsu, 3 novembre 1905 – Tokyo, 25 settembre 2000) è stato un medico fisiatra giapponese, fu il primo ad istituire una organizzazione didattica essenziale alla metodologia Shiatsu. Fondò l'Università Shiatsu del Giappone nel 1940 e sistematizzò una forma di terapia shiatsu basata sull'anatomia e la fisiologia occidentale. Trattò personaggi importanti come l'ex primo ministro giapponese Shigeru Yoshida e successivi primi ministri, il procuratore del tribunale militare internazionale per l'Estremo Oriente ed il procuratore Keenan, nonché celebrità come Marilyn Monroe.

## Biografia
Tokujiro Namikoshi nacque il 3 novembre 1905 a Tadotsu, città della prefettura di Kagawa. Il 3 novembre, a quei tempi, si celebrava il compleanno dell'imperatore in carica. I genitori lo chiamarono "Tokujiro" ispirandosi al nome del nonno materno, il quale era stato un valoroso samurai. Tokujiro aveva due fratelli maggiori e un fratello e una sorella minori; crebbe nell'agiatezza economica fino al settimo anno di età.
Eikichi, il padre di Tokujiro, gestiva un'azienda produttrice di ombrelli; vi lavoravano circa quindici artigiani e faceva affari in tutto il territorio giapponese. Ma nel 1911, un lungo periodo di piogge portò l'azienda al fallimento. Tutti e sette i membri della famiglia Namikoshi si trasferirono allora in un piccolo paese di Hokkaidō, l'isola più a nord del Giappone, in un paese chiamato Niseko, intenzionati a bonificare e a sfruttare uno spazio di terra tutto loro. Questo posto, inizialmente, era solo una vasta landa di terra incolta. 
La famiglia Namikoshi si mise a coltivare grano saraceno, panico e mais e, pur nelle ristrettezze economiche, riuscì a condurre un'esistenza abbastanza dignitosa. A causa del drastico cambiamento di clima, però, la signora Namikoshi lamentò un forte dolore alle ginocchia sin dal primo giorno in Hokkaido. Successivamente il dolore che inizialmente provava solo alle ginocchia si estese alle caviglie, ai polsi, ai gomiti e anche alle spalle. Si trattava di ciò che oggi chiamiamo reumatismo articolare.
I bambini, a turno, massaggiarono il corpo dolorante della madre. Inizialmente Tokujiro massaggiava la schiena della madre molto delicatamente, per poi esercitare una pressione sempre maggiore con le dita. Le sensazioni di quel periodo accompagnarono Tokujiro per il resto della sua esistenza, fungendo da fulcro per la sua carriera; si dice infatti che egli fosse solito ripetere la seguente frase: "Il cuore dello Shiatsu è il cuore della madre".
Un giorno, mentre massaggiava la schiena della madre, notò una parte particolarmente fredda e indurita; decise allora di fare un massaggio più vigoroso del solito. Grazie al massaggio di Tokujiro la madre provò grande sollievo. Tokujiro continuò a massaggiare per giorni e giorni, fino a quando l'indurimento sparì e la madre si sentì meglio. Nel giro di pochi anni le sue condizioni migliorarono tanto da permetterle addirittura di prendere parte ai lavori nei campi. L'area che Tokujiro massaggiava corrispondeva proprio a quella del surrene: il surrene è l'organo che secerne l'ormone cortisone. Ecco perché i suoi massaggi erano stati così efficaci.
Una volta compiuti diciassette anni, Tokujiro decise di trasferirsi a Tokyo per imparare le varie tecniche di massaggio; partì da solo avendo in tasca una modestissima somma. A Tokyo divenne l'allievo di Yoshimasu Odagawa, un massaggiatore di cui venne a conoscenza tramite una rivista. Dopo quattro anni di studi sostenne l'esame di abilitazione alla professione. Per quanto riguarda l'esame pratico, a Tokujiro toccò l'arduo compito di massaggiare l'esaminatore, che proprio quel giorno aveva mal di schiena. Superò l'esame a pieni voti. 
Nel 1925, tornò in Hokkaido e aprì un centro massaggi nella città di Muroran. Grazie all'aiuto del Ministro per la Tutela dell'Ambiente (suo cliente), riuscì ad aprire lo studio proprio nel centro di Sapporo. 
Nel febbraio del 1930, il giornale Otaru invitò Gohei Ishimaru, noto ideologo e autore, a tenere una conferenza a Sapporo. Essendo Ishimaru estremamente famoso, un gran numero di persone accorsero alla conferenza, nonostante nevicasse moltissimo. Purtroppo però, l'autore, una volta arrivato alla stazione, ebbe un attacco di cuore. Il medico che lo visitò gli ordinò assoluto riposo, il che significava quindi annullare la conferenza. Tokujiro arrivò subito e mise le mani sopra la bocca dello stomaco di Ishimaru. Grazie a un massaggio durato ben due ore, Ishimaru iniziò a riprendersiː "Signor Namikoshi, le sue dita hanno qualcosa di magico. Grazie a Lei adesso sto bene e non ho perso neanche la conferenza. Voglio proprio contraccambiarla: assicurerò le sue dita per centomila yen." 
Centomila yen del 1930 corrispondono oggi a centinaia di milioni di yen: una tale cifra fu spesa per assicurare soltanto i due pollici di Tokujiro. Ovviamente la notizia fece scalpore e venne pubblicato un articolo di giornale di sei colonne (normalmente una pagina di giornale ne contiene quindici) intitolato "queste dita costano centomila yen". Per inciso, l'assicurazione più costosa stipulata in Giappone fino a quel momento, era di duecentomila yen per il braccio destro di Saburo Miyatake, famoso lanciatore di baseball; a seguire quella di centocinquantamila yen stipulata dall'attrice Yaeko Mizutani per la propria bellezza; e poi  quella di centomila yen con cui il comico Gokuro Soganoya assicurò la sua testa calva.
Successivamente Tokujiro, spinto dal desiderio di aiutare quante più persone possibile, decise di tornare a Tokyo e di diffondere lo shiatsu; fu così che nel 1933, affidò il centro massaggi di Sapporo al fratello Haruo e tornò a Tokyo. A differenza di nove anni prima, quando vi si recò da solo e senza avere nessun conoscente, questa volta era con la moglie e i tre bambini ed ebbero il sostegno di molte persone. Alla fine aprì il suo nuovo studio di Shiatsu a Koishikawa, davanti al tempio Dentsuuin. 
Tokujiro decise di realizzare una scuola di Shiatsu. Così nacque il "Nihon Shiatsu Gakuin" ovvero la "Scuola Giapponese di Shiatsu": non venivano ammessi più di quindici studenti e lo spazio a disposizione consisteva di due stanze di 13,2 mq. La scuola formò tanti massaggiatori e anche i clienti di Tokujiro aumentarono. Ma nel 1944 Tokyo fu bombardata più volte dai B29 americani e molte case, come quella di Tokujiro, andarono a fuoco. La famiglia Namikoshi allora, fu costretta a trasferirsi nella prefettura di Akita.
Quando sentì alla radio l'imperatore Hirohito che annunciava ufficialmente la fine della guerra, Tokujiro tornò a Tokyo, ma trovò solo i resti della scuola, quasi completamente bruciata. Prese in affitto una casa, dove ricominciò a fare scuola. Alcuni dei primi studenti divennero poi insegnanti della scuola stessa e in meno di un anno, il 25 maggio 1946, riuscirono a ricostruire l'edificio scolastico.
E così, terminata la guerra, le attività della scuola ripresero. Tra i clienti di Tokujiro vi furono innumerevoli personaggi celebri: i politici Shigeru Yoshida, Eiji Yoshikawa, Kan Kikuchi, Sanjugo Noki e Yuzo Yamamoto, il professore di scienze naturali Jun Ishihara, i lottatori di sumo Minanogawa e Kotogahama, il pugile Kuniaki Shibata, il giocatore di baseball Shigeo Nagashima, gli attori Kikugoro Sesto e Sesshu Hayakawa e molti altri.
Un giorno, nel 1955, il telefono di Tokujiro squillò alle cinque del mattino: la paziente in questione era la moglie di Joe Di Maggio, la bellissima Marilyn Monroe. E così, Tokujiro Namikoshi divenne davvero famoso: lo chiamavano "l'uomo che ha guarito Marilyn Monroe".
Nel 1968 partecipò al programma televisivo "Afternoon Show", il cui indice di ascolto era molto alto. Tokujiro partecipò al programma pensando che fosse utile per la diffusione dello Shiatsu e anche un po' per curiosità. In realtà, la notizia che un dottore riusciva a diagnosticare la malattia semplicemente toccando il paziente suscitò grande scalpore e quel giorno, appena finito il programma arrivarono innumerevoli chiamate alla NET. Si decise quindi di realizzare un nuovo programma intitolato "Lezioni di Shiatsu"; il programma riscosse grandissimo successo.
Un giorno il signor Sato, direttore del programma, disse a Tokujiro: "Signor Namikoshi, vorrei rendere più interessante lo scenario. Pensavo di esporre qualche Sua massima." Tokujiro rispose: "Ho proprio ciò che fa per Lei", e portò due quadri dove erano incise alcune parole contenute nell' "Inno di lode allo Shiatsu", composto da Tokujiro nel 1942, "Il cuore dello Shiatsu è il cuore della madre. Con lo Shiatsu si dà nuova vita"
Grazie alla trasmissione Tokujiro divenne ancora più famoso, tutte le maggiori emittenti televisive se lo contendevano e il numero degli studenti triplicò. Come se non bastasse, anche i suoi studenti divennero molto stimati e ricercati come massaggiatori Shiatsu.
Ma la tv non era certo l'unica occupazione di Tokujiro: continuava a svolgere vivamente le attività della scuola e cercò di realizzare un movimento per diffondere lo Shiatsu e per realizzarne il riconoscimento legale. Nel 1971 si presentò come candidato alle elezioni della Camera del Consiglio, ma non fu eletto. Fu comunque per lui un'occasione per poter meglio comprendere il mondo della politica.
Tokujiro morì all'età di novantaquattro anni, il 25 settembre del 2000.

## Lo stile Shiatsu Namikoshi
Si concentra maggiormente sui sintomi, con l'obiettivo di intervenire sulle patologie in via preventiva e terapeutica, ed è l'unica scuola di Shiatsu ufficialmente riconosciuta dal Ministero della Sanità giapponese. Si contraddistingue per un approccio che utilizza le conoscenze della scienza medica occidentale. Tale tecnica mostra un'efficacia elevata in tempi rapidi, con riferimento agli specifici sintomi trattati.
Oggigiorno in Giappone, solo il Japan Shiatsu College è autorizzato dal Ministero della Sanità a rilasciare la qualifica di terapista shiatsu valida nel Paese. I candidati come terapisti devono superare l'esame che è un test di stato per ottenere un numero di licenza- Il Japan Shiatsu College - sito web: http://e.shiatsu.ac.jp/.

## La Namikoshi Shiatsu Europa
È un'organizzazione fondata in Spagna in collaborazione con il Japan Shiatsu College. 
Questa organizzazione riunisce le scuole e le associazioni shiatsu d'Italia, Svizzera, Paesi Bassi, Portogallo e Spagna. Le sue attività sono volte a far conoscere il metodo Namikoshi in tutta Europa.

## Opere
- Toru Namikoshi, Terapia shiatsu - Teoria e pratica, Edizioni Mediterranee, 1981
- Toru Namikoshi, Il libro completo dello shiatsu, Edizioni Mediterranee, 1985
- Toru Namikoshi, Shiatsu + Stretching - Tecniche ed esercizi per migliorare forma e salute, Edizioni Mediterranee, 1987
- Tokujiro Namikoshi, Shiatsu - La terapia giapponese di pressione digitale, Edizioni Mediterranee, 1998
- Toru Namikoshi, Iniziazione allo shiatsu. La pressione digitale per la salute e il benessere, Edizioni Mediterranee, 2000